# Ningjiang
Ningjiang (chiń. 宁江区; pinyin Níngjiāng Qū) – dzielnica i siedziba prefektury miejskiej Songyuan, w północno-wschodnich Chinach, w prowincji Jilin. W 1999 roku liczba mieszkańców dzielnicy wynosiła 506 259.